# 盧潔瑋
盧潔瑋（英語：Gloria Lo Kit-wai，1966年10月3日—），香港公務員，曾擔任香港駐多倫多經濟貿易辦事處處長。她先入讀香港中文大學新亞書院並在1988年取得生物學理學士學位，然後負笈英国修讀人力资源管理並取得工商管理碩士學位。她在1989年1月加入香港政府任職二級行政主任，並在1993年2月躍升為一級行政主任。及後，她在1996年6月轉任政務主任，並在2011年8月8日接替蕭慕蓮出任香港駐多倫多經濟貿易辦事處處長，至2015年11月1日卸任及由陳納思接替。她在2020年退休前出任通訊事務管理局辦公室助理總監（廣播），官至首長級丙級政務官。